# Нестеровка (Гомельская область)
Нестеровка (бел. Несцераўка) — упразднённая деревня в Светиловичском сельсовете Ветковского района Гомельской области Белоруссии.

## География

### Расположение
В 23 км на север от Ветки, 44 км от Гомеля. На востоке граничит с лесом.

## Транспортная сеть
Транспортные связи по просёлочной, затем автомобильной дороге Светиловичи — Гомель. Планировка состоит из короткой прямолинейной улицы, ориентированной с юго-запада на северо-восток и застроенной деревянными домами усадебного типа.

## История
По письменным источникам известна с начала XIX века как селение в Рогачёвском уезде Могилёвской губернии. С 1835 года действовали сукновальня и кирпичный завод. С 1880 года работал хлебозапасный магазин. Согласно переписи 1897 года располагались: в деревне — хлебозапасный магазин, кузница; в фольварке — ветряная мельница, сукновальня, кузница; в Речковской волости Гомельского уезда Могилевской губернии. В 1909 году 475 десятин земли, мельница.
В 1926 году работали почтовый пункт, школа. С 8 декабря 1926 года по 30 декабря 1927 года центр Малково-нестеровского сельсовета Светиловичского, с 4 августа 1927 года Ветковского района Гомельского округа В 1930 году организован колхоз. 12 жителей погибли на фронтах Великой Отечественной войны. В 1959 году входила в состав совхоза «Восточный» (центр — деревня Акшинка).
В результате катастрофы на Чернобыльской АЭС и радиационного загрязнения жители (22 семьи) переселены в 1991 году в чистые места.
Официально упразднена в 2011 году.

## Население
- 1816 год — 19 дворов.
- 1858 год — 39 дворов, 313 жителей.
- 1897 год — 45 дворов, 324 жителя; фольварк — 3 двора, 17 жителей (согласно переписи).
- 1909 год — 43 двора, 343 жителя.
- 1926 год — 60 дворов, 275 жителей.
- 1959 год — 113 жителей (согласно переписи).
- 1991 год — жители (22 семьи) переселены.